# Grupa Vanadiului
Grupa 5, conform nomenclaturii IUPAC, este un grup de elemente clasat în blocul-d din tabelul periodic, ce conține vanadiul (V), niobiul (Nb), tantalul (Ta) si dubniul (Db). 
Trei din cele 3 elemente ale grupei 5 sunt răspândite în natură și au același set de proprietăți; cele trei sunt metale greu refractante în condiții standard. Cel de-al patrulea element, dubniul, a fost sintetizat în laborator, însă nu a fost întâlnit în natură, timpul de înjumătățire al celui mai stabil izotop Db-268 fiind de doar 29 ore (restul izotopilor fiind chiar și mai radioactivi). 
Până în prezent, niciun experiment nu a condus la sintetizarea următorului membru al grupului, fie unpentseptiu (Ups), fie unpenteniu (Upe). Având în vedere faptul că unpentseptiul și unpenteniul sunt ambele elemente târzii ale perioadei 8, este puțin probabil ca acestea să fie sintetizate în viitorul apropiat. 